# Wrocław Żerniki
Wrocław Żerniki – stacja kolejowa we Wrocławiu, przy ulicy Dojazd na osiedlu Żerniki, wybudowana na linii Kolei Dolnośląsko-Marchijskiej. Na stacji zatrzymują się tylko pociągi osobowe.

## Ruch pasażerski
| Rok  | Wymiana pasażerska na dobę |
| ---- | -------------------------- |
| 2017 | 100-149                    |
| 2022 | 100-149                    |

## Budynek dworca
Budynek dworcowy wybudowany został w 1880, a autorami jego projektu byli H.Oberbeck, Rudolf Mertens, Richard Schramke i Paul Sartig. Parterowy, ceglany budynek stacji, nakryty wysokim dwuspadowym dachem naczółkowym został założony na planie mocno zryzalitowanego prostokąta. Poprzeczna część boczna z dwuspadowym dachem posiada bogatszy wystrój architektoniczny elewacji, na który składają się dekoracyjne szczyty ozdobione otynkowanymi na biało blendami. Zadaszenie peronu zostało wykonane w konstrukcji drewnianej, które było typowe dla ówczesnych stacji i dworców kolejowych. W 1895 częściowo przy stacji wybudowano tor boczny o długości 550 m, a 3 lata później dołączono do budynku głównego przybudówkę, która mieściła osobną poczekalnię dla pasażerów I i II klasy. W 1903 przebudowano wnętrza dworca, urządzając w miejscu dwóch poczekalni dodatkowe mieszkania służbowe. Wtedy również został wzniesiony ceglany magazyn.
Do stacji osobowej przylega część towarowa, która jest oddzielona ulicą Żernicką.
W związku z remontem linii Wrocław-Legnica-Zgorzelec, w latach 2007/2008 poddano gruntownej przebudowie (tory, systemy sterowania ruchem, perony) w trakcie której zmienił się częściowo układ torów. Od stacji odchodzi nieużywana obecnie bocznica do firmy Agromet.

## Galeria

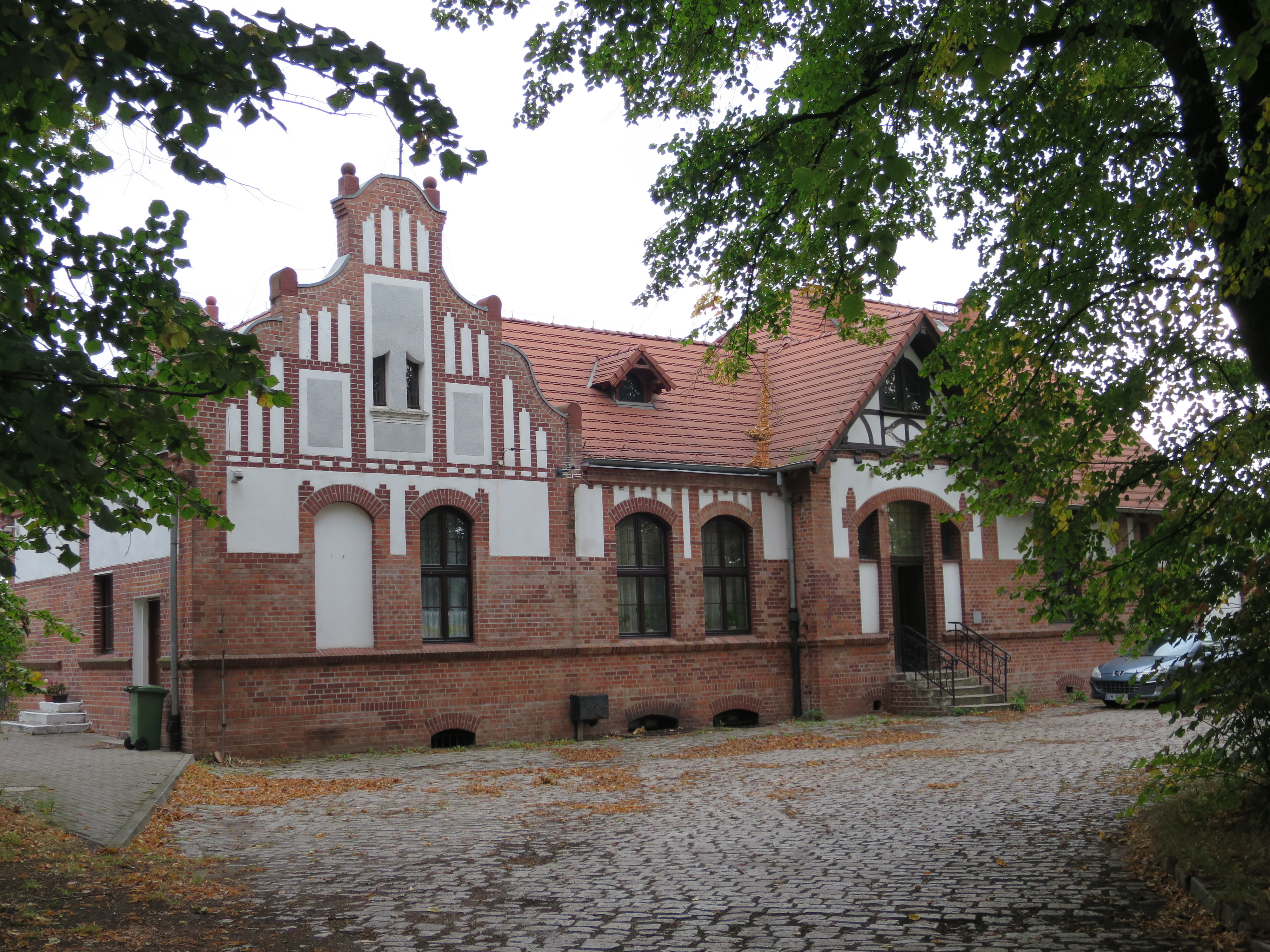
Dworzec od strony miasta
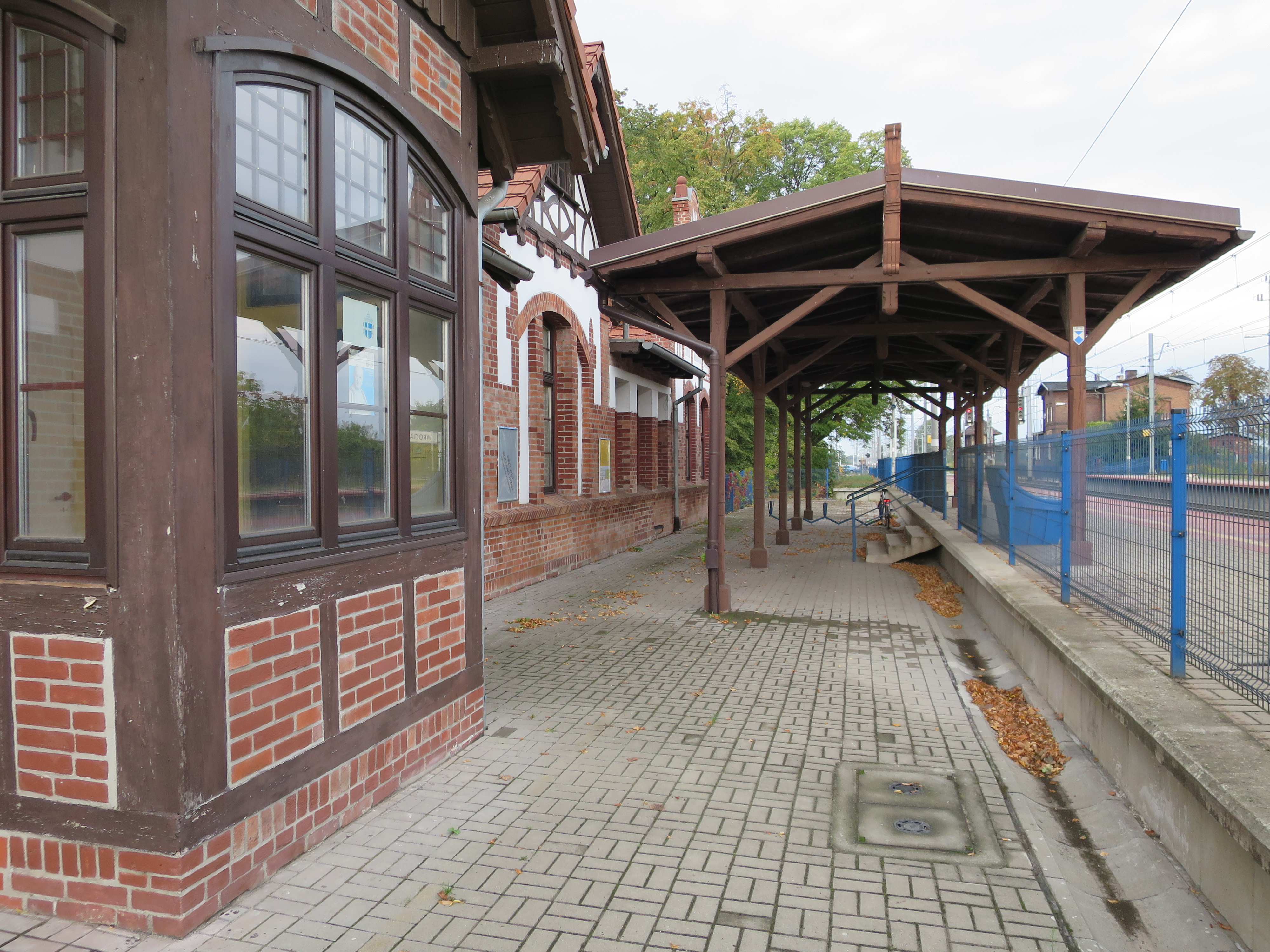
Zabytkowa wiata
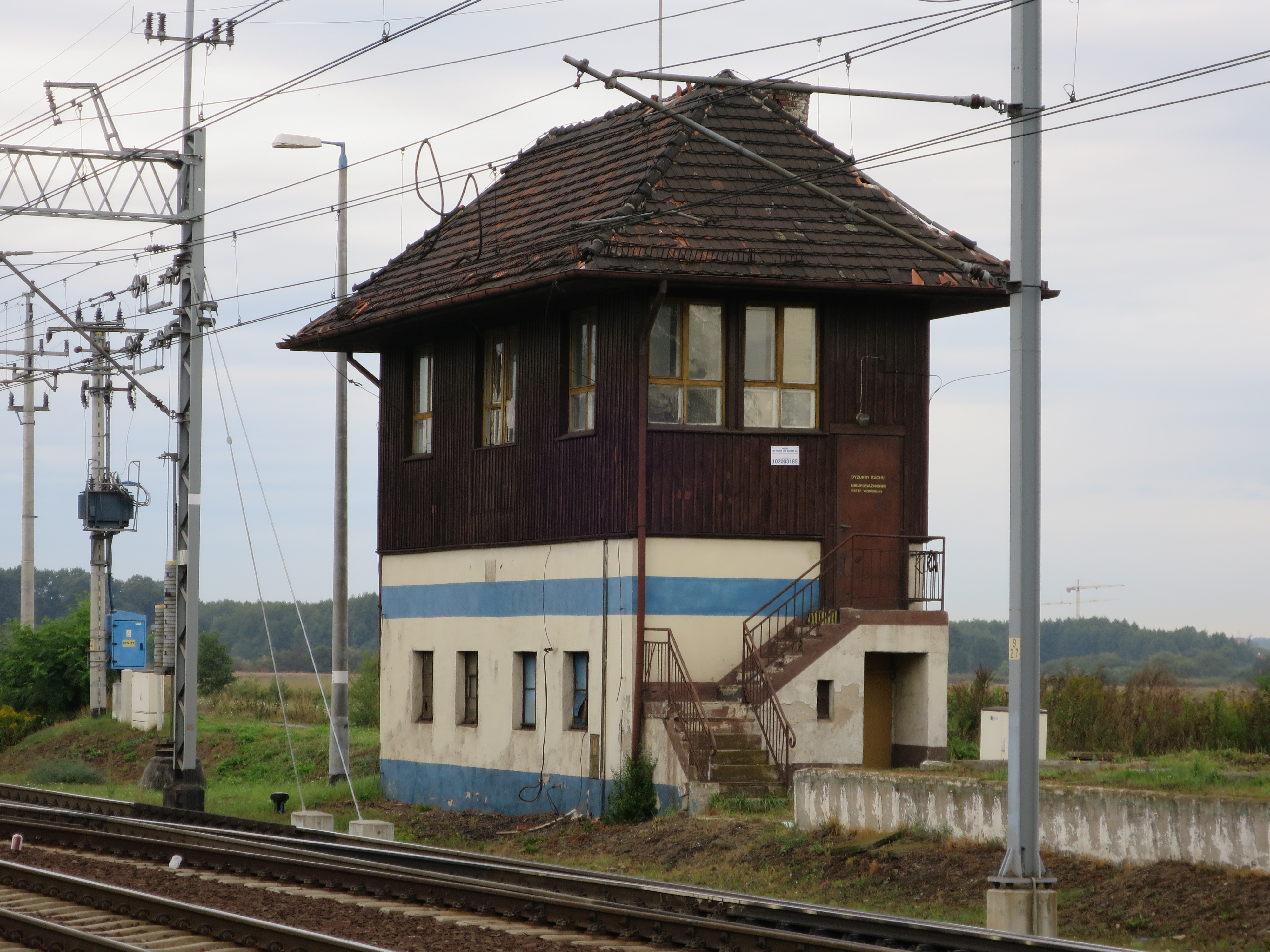
Stara nastawnia "WŻ"